# Taekwondo vid panamerikanska spelen 2019
Taekwondo vid panamerikanska spelen 2019 avgjordes i Polideportivo del Callao i Lima, Peru, under perioden 27–29 juli 2019. Totalt tävlades det i 12 grenar.
Det var första gången det tävlades i poomsae vid panamerikanska spelen.

## Medaljörer

### Herrar
| Gren   | Guld                      | Silver                                 | Brons                                      |
| 58 kg  | Lucas Guzmán · Argentina  | Brandon Plaza · Mexiko                 | David Kim · USA                            |
| 58 kg  | Lucas Guzmán · Argentina  | Brandon Plaza · Mexiko                 | Paulo Melo · Brasilien                     |
| 68 kg  | Edival Pontes · Brasilien | Bernardo Pié · Dominikanska republiken | Hervan Nkogho · Kanada                     |
| 68 kg  | Edival Pontes · Brasilien | Bernardo Pié · Dominikanska republiken | Ignacio Morales · Chile                    |
| 80 kg  | Miguel Trejos · Colombia  | Ícaro Miguel Soares · Brasilien        | José Cobas · Kuba                          |
| 80 kg  | Miguel Trejos · Colombia  | Ícaro Miguel Soares · Brasilien        | Moisés Hernández · Dominikanska republiken |
| +80 kg | Jonathan Healy · USA      | Rafael Alba · Kuba                     | Carlos Sansores · Mexiko                   |
| +80 kg | Jonathan Healy · USA      | Rafael Alba · Kuba                     | Maicon Andrade · Brasilien                 |

### Damer
| Gren   | Guld                        | Silver                     | Brons                        |
| 49 kg  | Daniela Souza · Mexiko      | Talisca Reis · Brasilien   | Monique Rodriguez · USA      |
| 49 kg  | Daniela Souza · Mexiko      | Talisca Reis · Brasilien   | Andrea Ramírez · Colombia    |
| 57 kg  | Anastasija Zolotic · USA    | Skylar Park · Kanada       | Nishy Lee Lindo · Costa Rica |
| 57 kg  | Anastasija Zolotic · USA    | Skylar Park · Kanada       | Fernanda Aguirre · Chile     |
| 67 kg  | Milena Titoneli · Brasilien | Paige McPherson · USA      | Katherine Dumar · Colombia   |
| 67 kg  | Milena Titoneli · Brasilien | Paige McPherson · USA      | Arlettys Acosta · Kuba       |
| +67 kg | Briseida Acosta · Mexiko    | Gloria Mosquera · Colombia | Madelynn Gorman-Shore · USA  |
| +67 kg | Briseida Acosta · Mexiko    | Gloria Mosquera · Colombia | Raiany Fidelis · Brasilien   |

### Poomsae
| Gren                 | Guld                                                              | Silver                                                                  | Brons                                                                                  |
| Individuellt, herrar | Alex Lee · USA                                                    | Hugo Del Castillo · Peru                                                | Marco Arroyo · Mexiko                                                                  |
| Individuellt, herrar | Alex Lee · USA                                                    | Hugo Del Castillo · Peru                                                | Abbas Assadian Jr · Kanada                                                             |
| Individuellt, damer  | Paula Fregoso · Mexiko                                            | Marcella Castillo · Peru                                                | Karyn Real · USA                                                                       |
| Individuellt, damer  | Paula Fregoso · Mexiko                                            | Marcella Castillo · Peru                                                | Claudia Cárdenas · Ecuador                                                             |
| Mixat par            | Mexiko · Leonardo Juárez · Ana Ibáñez                             | Kanada · Jinsu Ha · Michelle Lee                                        | Peru · Renzo Saux · Ariana Vera                                                        |
| Mixat lag, fristil   | USA · Ethan Sun · Sae-Jin Yi · Kayrn Real · Andrew Lee · Alex Lee | Kanada · Mark Bush · AJ Assadian · Jinsu Ha · Valerie Ho · Michelle Lee | Puerto Rico · Miguel Rivera · Luis Colón · Bryan Ribera · Fabiola Ruiz · Arelis Medina |

## Medaljtabell
*   Värdland ( Peru)
| Nr                   | Nation                  | Guld | Silver | Brons | Totalt |
| -------------------- | ----------------------- | ---- | ------ | ----- | ------ |
| 1                    | USA                     | 4    | 1      | 4     | 9      |
| 2                    | Mexiko                  | 4    | 1      | 2     | 7      |
| 3                    | Brasilien               | 2    | 2      | 3     | 7      |
| 4                    | Colombia                | 1    | 1      | 2     | 4      |
| 5                    | Argentina               | 1    | 0      | 0     | 1      |
| 6                    | Kanada                  | 0    | 3      | 2     | 5      |
| 7                    | Peru*                   | 0    | 2      | 1     | 3      |
| 8                    | Kuba                    | 0    | 1      | 2     | 3      |
| 9                    | Dominikanska republiken | 0    | 1      | 1     | 2      |
| 10                   | Chile                   | 0    | 0      | 2     | 2      |
| 11                   | Costa Rica              | 0    | 0      | 1     | 1      |
| 11                   | Ecuador                 | 0    | 0      | 1     | 1      |
| 11                   | Puerto Rico             | 0    | 0      | 1     | 1      |
| Totalt (13 nationer) | Totalt (13 nationer)    | 12   | 12     | 22    | 46     |